# Березовцы (Ивьевский район)
Березовцы (бел. Бярэ́заўцы) — деревня в Ивьевском районе Гродненской области Беларуси. В составе Ивьевского сельсовета. Рядом расположена железнодорожная станция.

## География
В 0,5 км на север от деревни расположена железнодорожная станция Барановичского отделения Белорусской железной дороги на линии Молодечно — Лида, в 2 км на юг от деревни Козинцы, между остановочными пунктами Лобачи (около Лобачи) и станцией Гавья (в Гавья).
Ближайшие населённые пункты Дробыши, Карповичи и др.

## История
В начале XVII века деревня имения Ивье Ивьевской волости Ошмянского уезда Виленского воеводства. В 1634 году 26 дымов, собственность Кишков.
В XIX—начале XX в. деревня в Ивьевской волости Ошмянского уезда Виленской губернии. В 1897 году 13 дворов, 99 жителей. В 1905 году 109 жителей. 24 десятин земли, в 1909 году 16 дворов, 114 жителей.
В 1921 — 1939 гг. в Ивьевской гмине Воложинского, с 1926 года Лидского уездов Новогрудского воеводства Польши.
С 12 октября 1940 года деревня (17 дворов, 97 жителей) в Дробышевском сельсовете Ивьевского района. С 26 июня 1941 года до 8 июля 1944 года под немецкой оккупацией. В 1951 году организован колхоз «Искра». С 1954 года в колхозе имени Я. Коласа. В 1970 году 91 житель.
До 30 мая 1988 года деревня входила в состав  Липнишковского сельсовета.

## Население

### Численность
- 2019 год — 6 жителей

### Динамика
- 1999 год — 27 жителей, 16 дворов (перепись населения)
- 2009 год — 12 жителей (перепись населения)[3]
- 2019 год — 6 жителей (перепись населения)

## Галерея

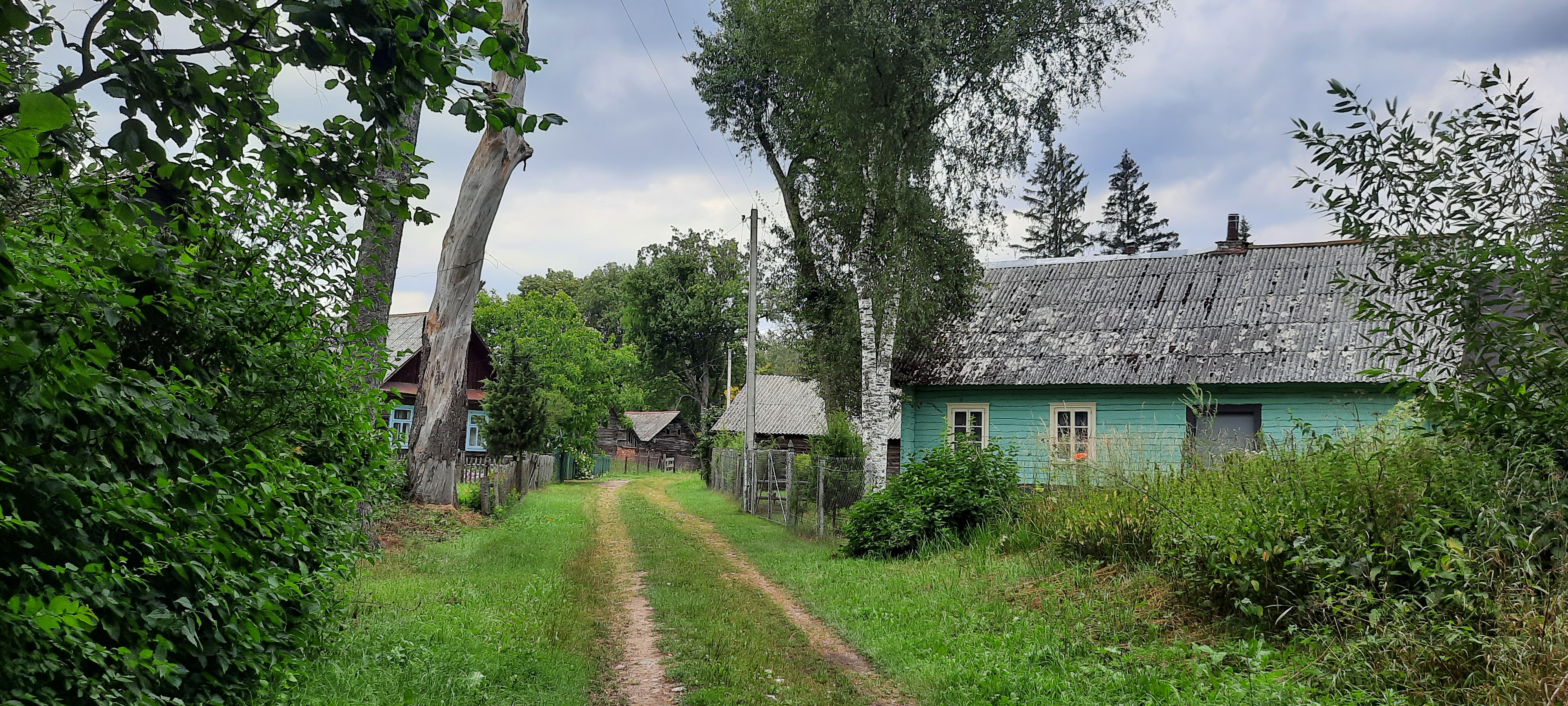
Панорама
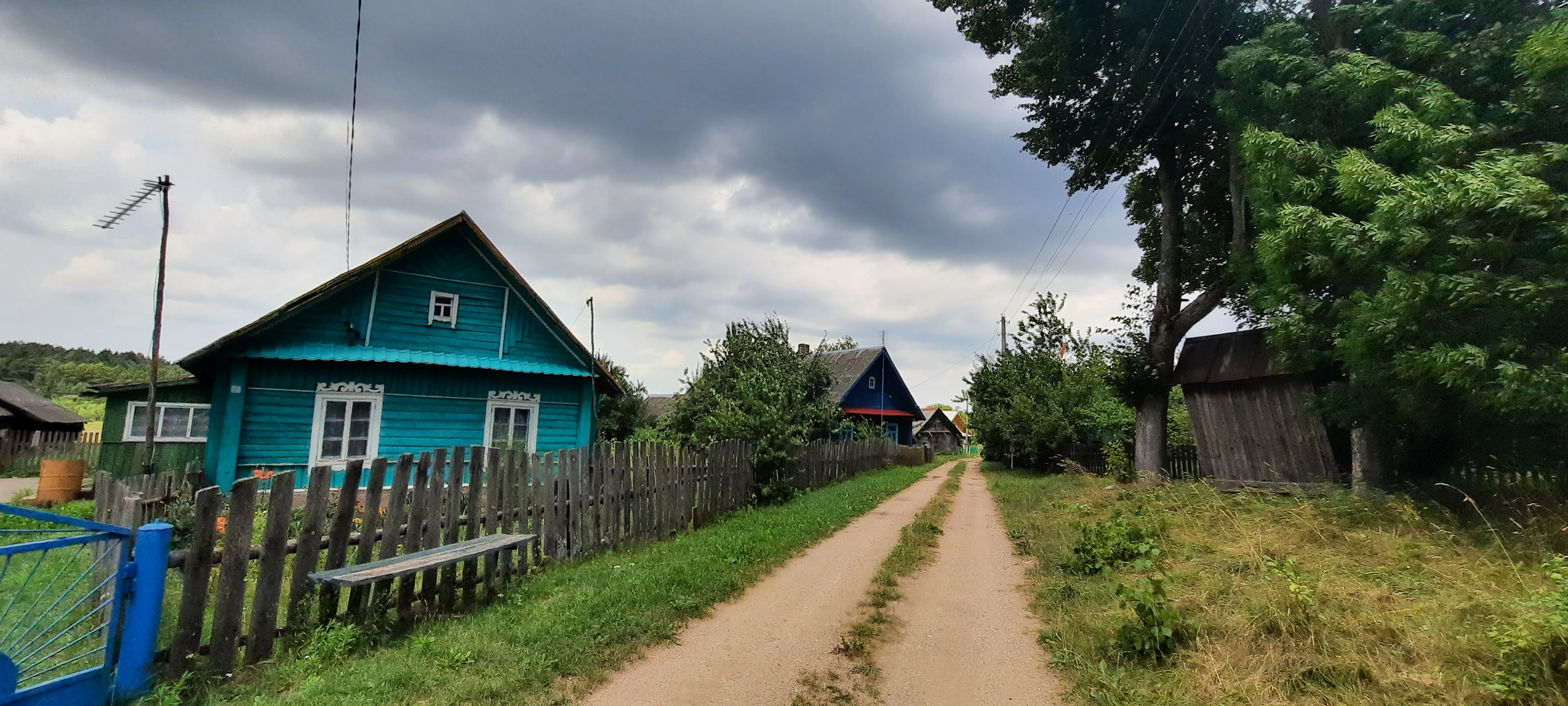
Панорама
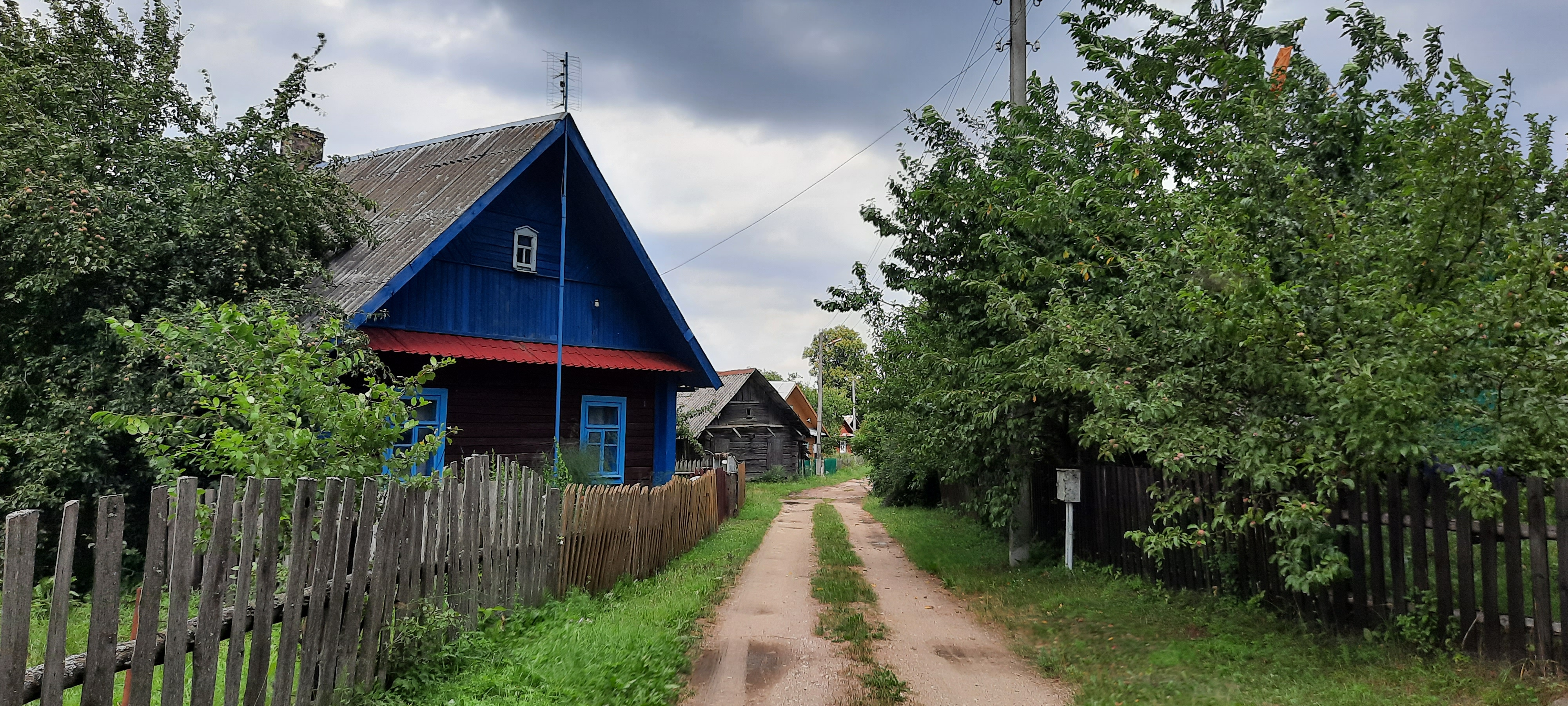
Панорама
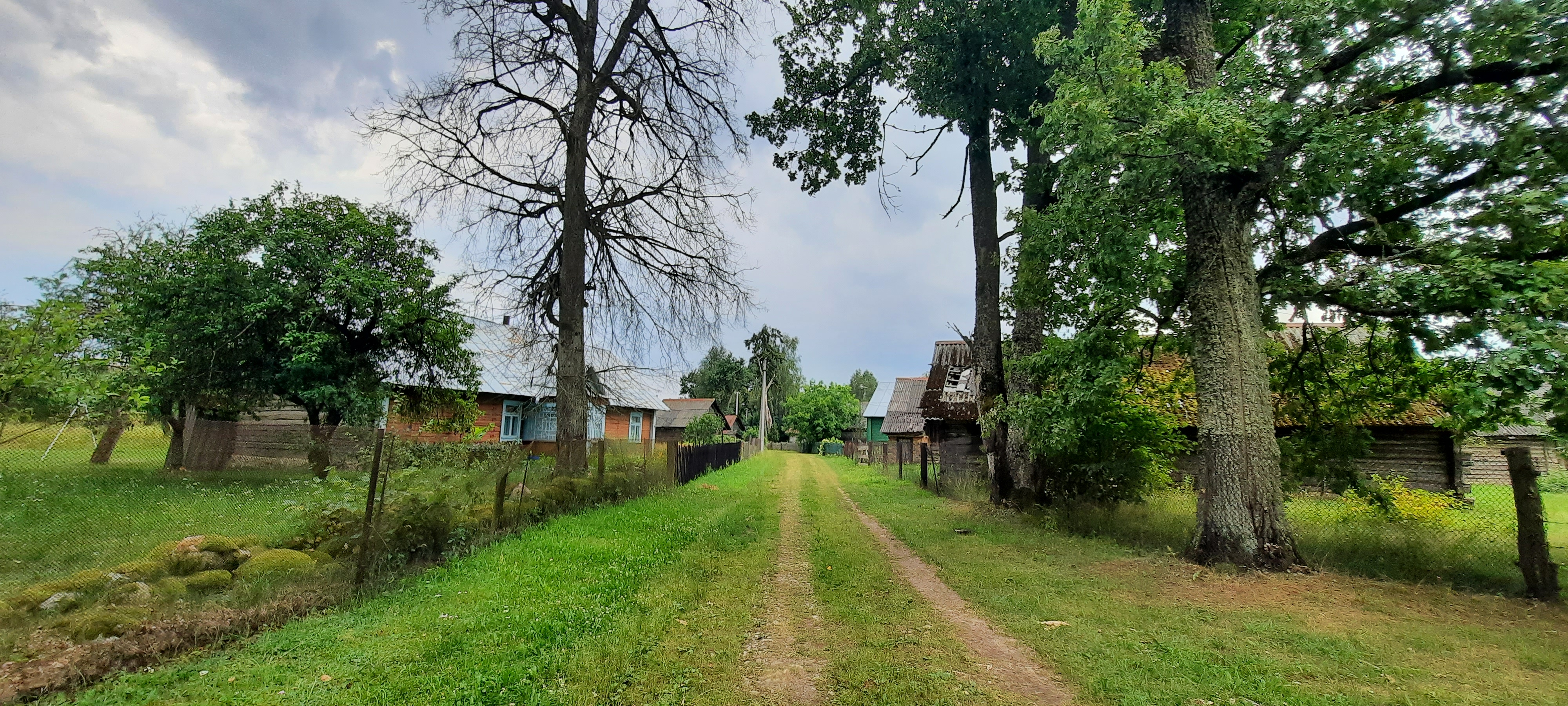
Панорама
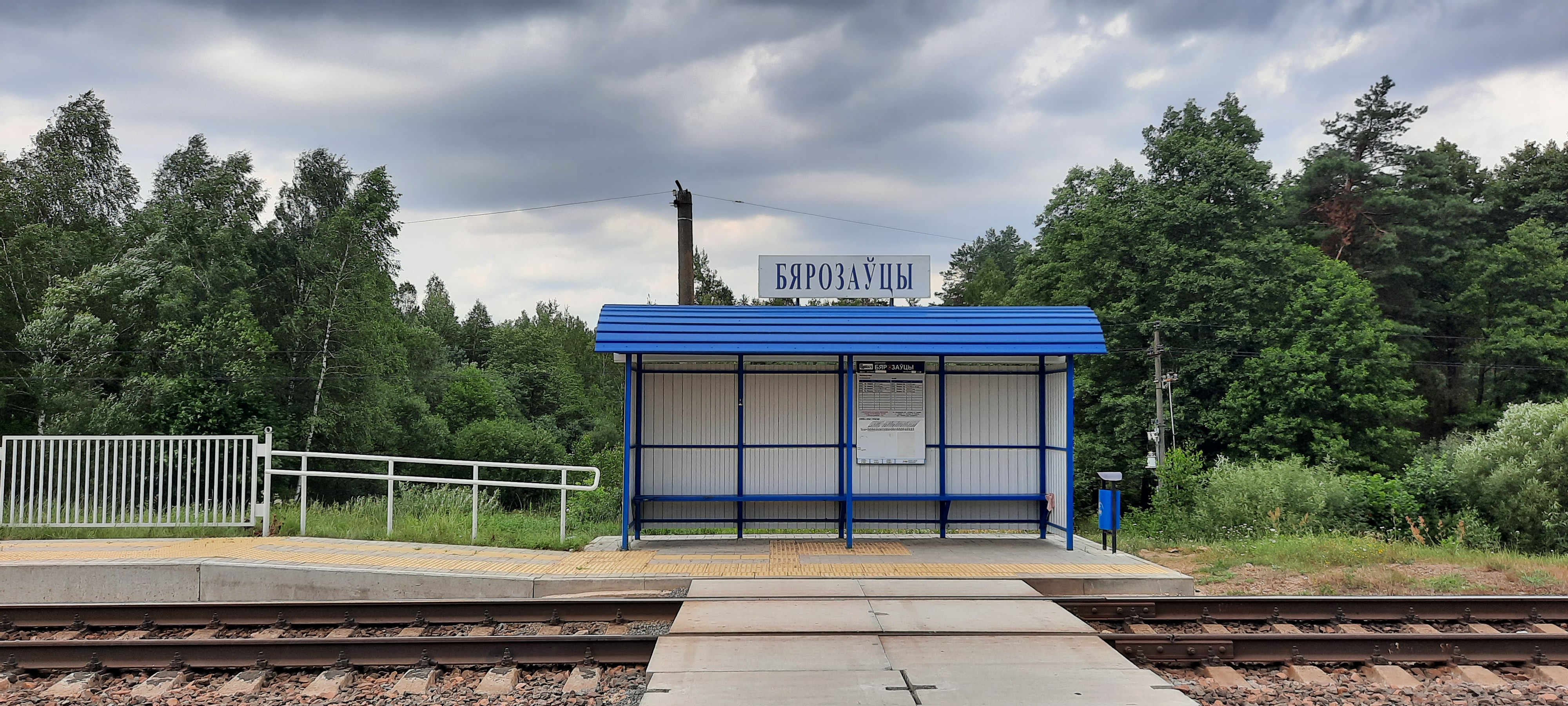
Жд остановочный пункт Березовцы
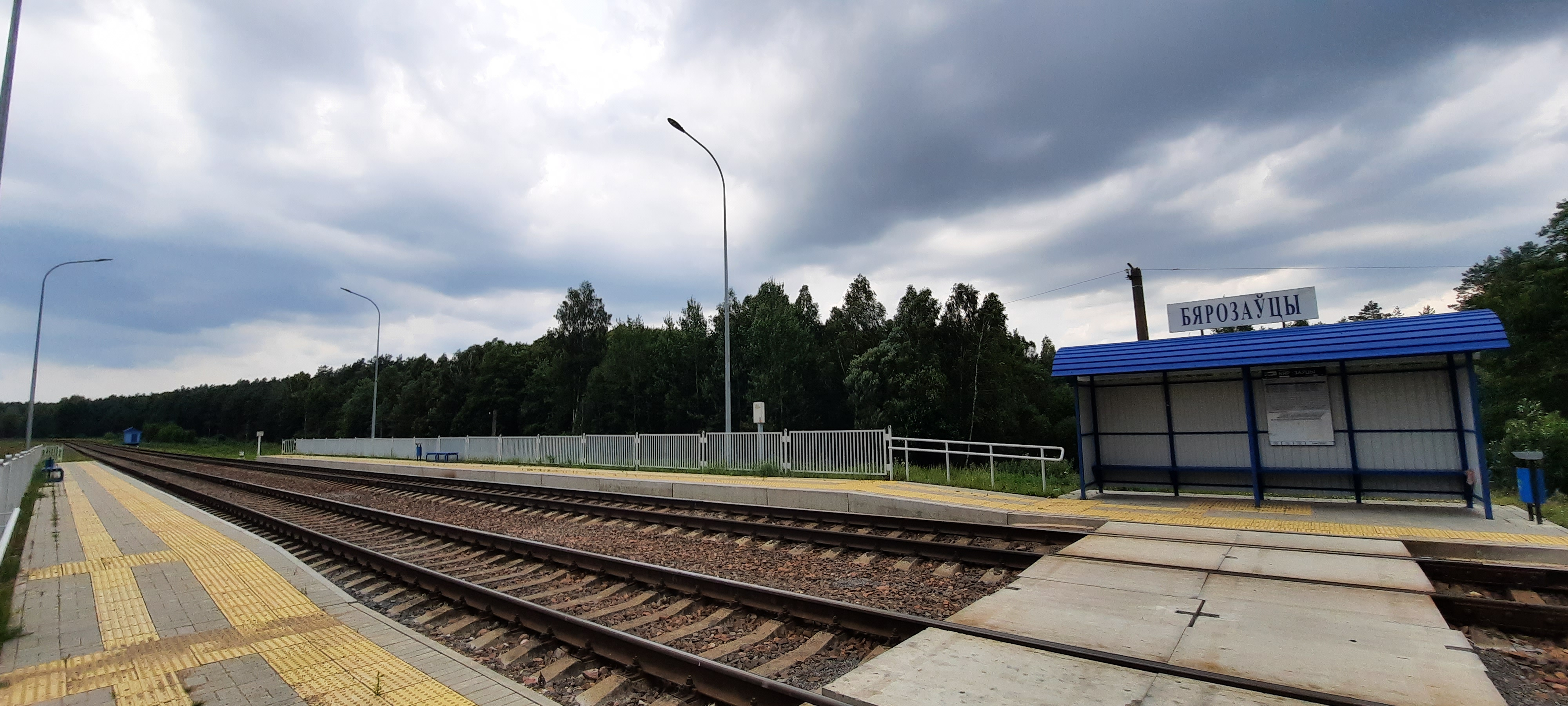
Жд остановочный пункт Березовцы